# 萊科山
44°33′51″N 8°52′24″E / 44.564056°N 8.873434°E

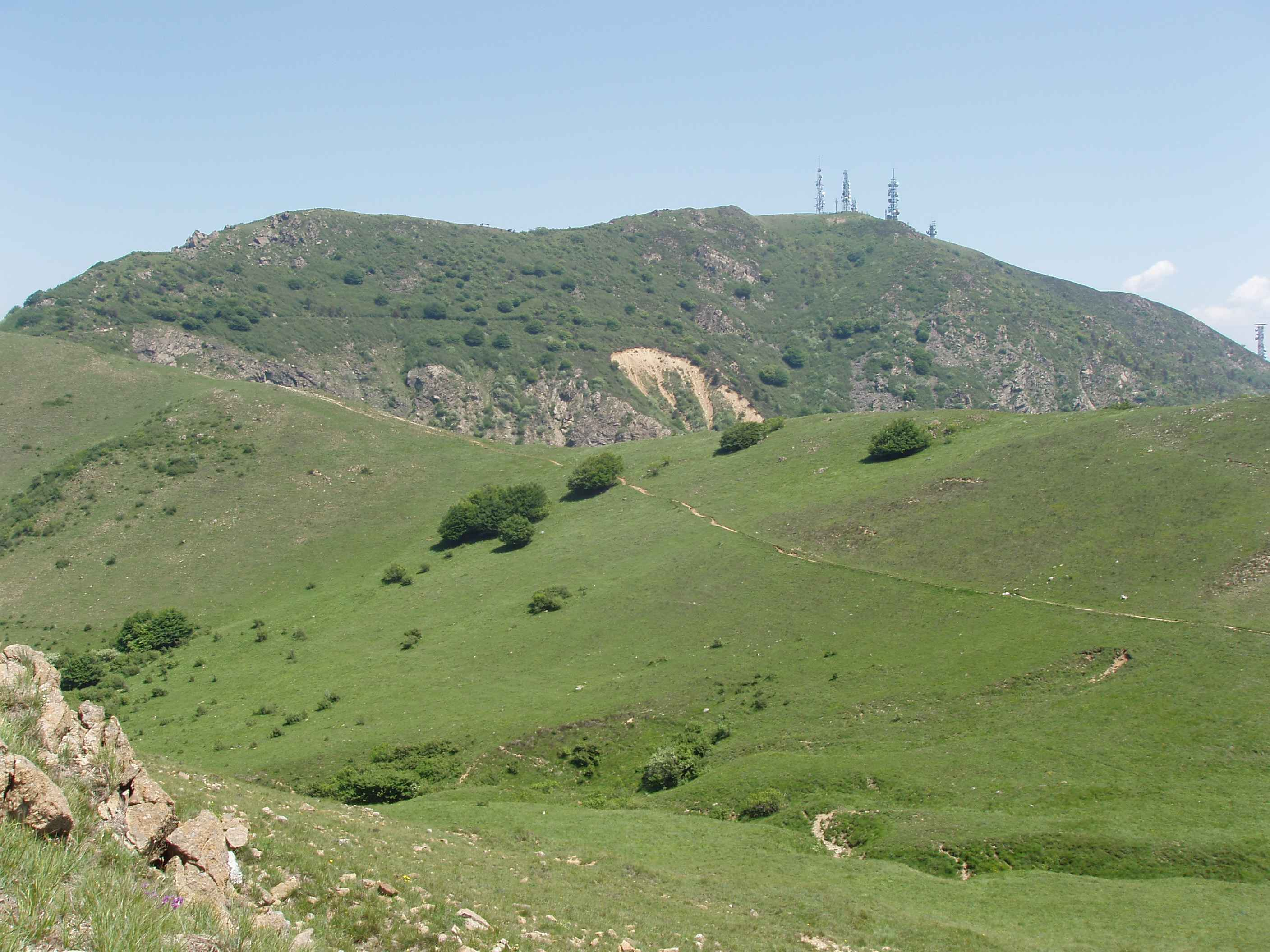

萊科山（義大利語：Monte Leco），是意大利的山峰，位於該國西北部，由亞歷山德里亞省負責管轄，屬於利古雷亞平寧山脈的一部分，海拔高度1,071米，每年平均降雨量1,375毫米。